# BBC Worldwide
BBC Worldwide byla britská mediální společnost, která se zabývala prodejem vysílacích práv k pořadům veřejnoprávní British Broadcasting Corporation a provozováním televizních stanic mimo území Spojeného království, mnohdy ve spolupráci se zahraničními společnostmi formou joint venture. Formálně šlo o společnost s ručením omezeným, jejímž stoprocentním vlastníkem byla BBC. Společnost zanikla ke 3. dubnu 2018 sloučením s produkční společností BBC Studios. Nová společnost si ponechala název BBC Studios.
BBC Worldwide fungovala na komerční bázi, na rozdíl od své mateřské společnosti nebyla financována prostřednictvím koncesionářských poplatků. Například ve fiskálním roce 2013/2014 hospodařila s obratem 1 042,3 milionů liber a ziskem 157,4 milionů liber. Vydělané peníze putovaly do rozpočtu veřejnoprávní BBC.
V letech 2007 až 2013 vlastnila BBC Worldwide vydavatele turistických průvodců Lonely Planet (do roku 2011 v něm měla tříčtvrtinový podíl, poté se stala stoprocentním vlastníkem). Společnost poté prodala s osmdesátimilionovou ztrátou americkému miliardáři Bradu Kelleymu za 51 milionů liber.

## Oblasti působení
BBC Worldwide pro svou činnost vytyčilo čtyři hlavní oblasti zájmu – Spojené království, Severní Ameriku (USA a Kanada), Austrálii s Novým Zélandem a zbytek světa (Evropa, Asie a Jižní Amerika). Své kanceláře provozovala k roku 2015 celkem na 18 místech. V USA fungovaly tři pobočky (Los Angeles, New York a Miami), v Indie tři (Dillí, Bengalúru a Bombaj), dvě divize sídlily v Londýně a v Číně (Peking, Hongkong). Další kanceláře měla BBC Worldwide v kanadském Torontu, v Ciudad de México, brazilském São Paulu, Paříži, Kolíně nad Rýnem, Varšavě, Tokiu, Singapuru a Sydney.

### Televizní stanice
- BBC America: Vysílá od roku 1998. BBC Worldwide měla 50procentní podíl, druhou polovinu vlastnila od roku 2014 AMC.[5]
- BBC Canada: Vysílá od roku 2001, BBC Worldwide vlastnila dvacetiprocentní podíl. Většinovým majitelem byla kanadská společnost Shaw Media.[6]
- BBC Entertainment: Satelitní kanál vysílající od roku 2006 zábavné pořady, seriály i pořady pro děti. V roce 2015 jej v Polsku nahradil kanál BBC Brit.[7]
- BBC Lifestyle: Satelitní kanál vysílající od roku 2007 například pořady o vaření či kutilství.
- BBC Knowledge: Satelitní kanál vysílající od roku 2007 dokumenty a vzdělávací pořady. BBC Worldwide oznámila jeho postupné nahrazení novým kanálem BBC Earth, k čemuž došlo od února 2015 v Polsku.[7]
- BBC Kids: Kanadský dětský kanál v angličtině vysílající od roku 2001. BBC Worldwide jej od roku 2011 provozovala společně s kanadskou institucí Knowledge Network Corporation zřizovanou vládou Britské Kolumbie.[8]
- CBeebies: Mezinárodní mutace kanálu BBC pro malé děti.
- UKTV: Britská televizní síť založená jako joint venture mezi BBC Worldwide a Scripps Networks Interactive.[9]